# استراتون استراولس
استراتون استراولس (به انگلیسی: Stratton Strawless) یک روستا و محله مدنی در بریتانیا است که در Broadland واقع شده‌است. استراتون استراولس ۷٫۱۴ کیلومتر مربع مساحت و ۵۸۰ نفر جمعیت دارد.